# Михайлов-Расловлев, Михаил Михайлович
Михаил Михайлович Михайлов-Расловлев (1834, Саратовская губерния — 1877, Западная Армения) — саратовский губернский предводитель дворянства, камергер, действительный статский советник. Первый председатель Саратовской губернской земской управы. Основатель рода Михайловых-Расловлевых.

## Биография
Родился в 1834 году в Актарском уезде Саратовской губернии.  Рано осиротел — в шесть лет умер отец, в четырнадцать лет — мать. Молодость провёл в Санкт-Петербурге. При содействии дяди-губернатора, поступил на службу в лейб-гвардии Преображенский полк. После смерти тетки Марьи Львовны Огаревой, супруги Н. П. Огарёва, стал её единственным наследником.
Вышел в отставку поручиком, поселился в Аткарском уезде Саратовской губернии, в отцовском имении дер. Ломовка. Стал видным деятелем губернского земства, был первым председателем Аткарской уездной земской управы. С 1860 года — член Железнодорожного комитета Саратовской земской управы. Председатель Аткарского уездного съезда мировых посредников (1862—1864), Аткарский уездный предводитель (1864—1866).
После покушения 4 апреля 1866 года на жизнь императора Александра II революционером-террористом Дмитрием Каракозовым, Михаил Михайлович подал прошение и получил Высочайшее разрешение изменить фамилию на Михайлов-Рославлев (Михайлов — по имени отца, Рославлева — девичья фамилия матери). Через месяц после покушения на императора 25 мая 1866 года Михаила Михайловича Михайлова-Рославлева избрали первым председателем Саратовской губернской земской управы. В 1870 он становится губернским предводителем дворянства (с 1870 по 1872 годы и с 1873 по 23 сентября 1873 года (уволен от службы по болезни).
Стоял у истоков Аткарского земства, воплощал в жизнь Манифест Александра Второго об освобождении крестьян.
М. М. Михайлов-Рославлев был одним из инициаторов строительства Тамбово-Саратовской железной дороги, соединившей Саратовскую губернию с Москвой, был вице-президент Саратовского земского комитета по устройству Тамбовско-Саратовской железной дороги, а также участвовал в организации строительства Рязано-Уральской железной дороги (1871).
Для четырёх лучших учеников Аткарского городского училища, родом из беднейших крестьян, в 1872 году учредил стипендию своего имени.
В отставку вышел в чине действительного статского советника. Был награждён орденом Св. Станислава 2-й степени с императорской короной.
Во время русско-турецкой войны 1877—1878 годов добровольцем вступил в армию (поступил в полк 22 августа 1877 года из отставки). Служил в чине штабс-капитана в 13-м лейб-гренадерском Эриванском полку.
Был убит 3 (15) октября 1877 года в Авлияр-Аладжинском сражении под Авлиаром.

## Семья
Был женат на Елене Александровне, урождённой фон Липхардт (?—1908). Её отец полковник Александр Александрович Липхардт числится в списке кавалеров ордена св. Георгия 4-го класса (награждён 26 ноября 1850 года). Была похоронена у Никольской церкви села Чемизовка Аткарского уезда. 
Сын Сергей Михайлович (1866—1905), погиб в Цусимском сражении. Дочь, София Михайловна (1868—1937), была женой барона Нолькена; умерла в Риме и была похоронена на Кладбище Тестаччо.
Внуки: Елена (1891—1982), Михаил (1892—1987), Ксения (1893—1983), Алексей (?—1919). 